# 織田信則
織田 信則（おだ のぶのり）は、江戸時代前期の大名。
丹波国柏原藩の第2代藩主。官位は従四位下侍従、式部少輔、刑部大輔。信包系織田家2代。

## 生涯
慶長4年（1599年）、初代藩主・織田信包の3男として誕生した。
慶長19年（1614年）、父の死去により家督を継ぐ。遺領の相続にあたって、兄・信重から異論が出されるものの、信則の相続は信包の遺言によると認めた幕府によって退けられた。元和2年（1616年）10月25日、従五位下・侍従に叙任する。後に従四位下侍従に昇進した。元和6年（1620年）1月18日、大坂城の修築工事を命じられる。寛永3年（1626年）、3代将軍・徳川家光の上洛に付き従った。
寛永7年（1630年）正月2日、死去。法号は陽岩徳公恵照院。墓所は東京都渋谷区恵比寿南の松泉寺。

## 系譜
子女は1男2女。
- 父：織田信包（1543/48-1614）
- 母：不詳
- 正室：岡部長盛娘
  - 長男：織田信勝（1623-1650）
- 生母不明の子女
  - 女子：植村家貞正室
  - 女子：石河貞利継室